# Nova Figuração brasileira

Policiais Identificados na Chacina, de Rubens Gerchman.

A Nova Figuração brasileira, por vezes chamada de Pop Art brasileira, foi um movimento artístico surgido nos anos 1960 no Brasil. Com influências da Pop Art americana, os artistas deste movimento aproveitaram as experiências estadunidenses, mas buscaram uma expressão de identidade nacional. Seus principais representantes foram Rubens Gerchman, Antonio Dias, Roberto Magalhães, Carlos Vergara, Carlos Zílio e Anna Maria Maiolino. Além deste, os integrantes do Grupo Rex, Geraldo de Barros, Waldemar Cordeiro, Nelson Leirner, Wesley Duke Lee, José Resende, Victor Arruda, Carlos Fajardo e Frederico Nasser, também sofreram grande influência da Pop Art.